# Lőrincz P. Gabriella
Beregszász, 1982. március 23. –) író, költő. Nógrád vármegyében, Szandán él. Kulturális rendezvényszervezést tanult.
2009-től 2019-ig a Kárpátaljai Magyar Művelődési Intézet kulturális rendezvényszervezője, irodalmi referense. Aktív résztvevője és szervezője a kárpátaljai kulturális életnek, a határon túli és az anyaországi írószervezetek összekötőjeként tevékenykedik. 2009 óta rendszeresen tart rendhagyó irodalomórákat iskolákban, óvodákban, árvaházakban, 2019–2022-ig a Magyarság Házával együttműködve.
2010-ben dolgozta ki és indította el a Kárpátajai Magyar Művelődési Intézet első tehetségkutatói programját, amely a mai napig igyekszik felkutatni a kárpátaljai tehetségeket, s számukra lehetőségeket biztosítani.
2014-től a Magyar Írószövetség tagja, 2019-2023 között elnökségi tag. 2016-tól az Előretolt Helyőrség Íróakadémia mentora, majd oktatója.
2022-ben a Petőfi Kulturális Ügynökség KMI 12 programjának kiemelt, aktív szerzője.

## Publikációi
2008-tól állandó szerzője a kárpátaljai Együtt folyóiratnak. Verseit rendszeresen közli a Partium, Agria, Irodalmi Jelen folyóirat. Megjelenési lehetőséget biztosított számára a Debreceni Disputa, a Zempléni Múzsa, Polísz, Újnautilus, az aradi Havi szemle stb. lapok. Állandó szerzője továbbá az Országút lapnak, az Előretolt Helyőrség lapcsaládnak, de olvashatjuk verseit a Magyar Kultúra hasábjain is. Állandó munkatársa az Olvasat.hu online folyóiratnak. 2023-ban a Méhes György meseíró pályázaton második helyezést ért el. A Magyar Széppróza Napja alkalmából meghirdetett novellaíró versenyen második helyezést ért el.

## Önálló kötetei
- Karcok Versek. Ungvár-Budapest: Intermix Kiadó, 2009
- Fény-hiány Versek. Ungvár-Budapest: Intermix Kiadó, 2012
- Szürke Versek. Ungvár-Budapest: Intermix Kiadó, 2016
- Átszállás előtt – régi és új versek. Budapest: Kárpát-medencei Tehetséggondozó Nonprofit Kft. 2018
- Könnytelen madonnák Novellák és versek. Budapest: Kárpát-medencei Tehetséggondozó Nonprofit Kft. 2021
- Reflexiók Esszék és tárcák. Budapest: Kárpát-medencei Tehetséggondozó Nonprofit Kft. 2021
- lasă-mă să fiu Versek(Pethő Lóránd fordítása). Kolozsvár: Grinta Kiadó, 2023
- Történetek az árnyékból Novellák. AB ART Kiadó, 2024
- Ahogy világra jöttünk Versek. Budapest: Orpheusz Kiadó, 2024

## Fontosabb díjak
- Anyanyelvi Konferencia oklevele (2011)
- Együtt nívódíj (2013)
- Irodalmi Jelen Költészeti díj (2018)
- NKA Alkotói ösztöndíj (2019)
- Térey János Alkotói ösztöndíj (2020 - 2024)
- Bella István Díj (2022)
- József Attila-díj (2023)
- NKA Alkotói ösztöndíj (2023)
- Kárpátaljai Magyar Művelődési Intézet Oklevele (2024)

## Antológiák
- Az év versei, Magyar Napló Kiadó (2012)
- Az év versei, Magyar Napló Kiadó (2013)
- Az év versei, Magyar Napló Kiadó (2019)
- Az év novellái, Magyar Napló Kiadó (2018)
- Az év novellái, Magyar Napló Kiadó (2024)
- Határtalan Magyar Irodalom II. Trianon és a külhoni magyarság irodalma, Budapest: Magyar Napló Kiadó (2021)
- Az országút Antológiája 2020-2021, Budapest: Magyar Szemle Kiadó(2021)
- A tökéletes zártság egyetlen pillanata Az Előretolt Helyőrség Íróakadémia kárpátaljai ösztöndíjasainak antológiája, Budapest: Kárpát-medencei Tehetséggondozó Nonprofit Kft. (2018)
- "A felnégyelt haza..." 100 év versei trianontól napjainkig, 1920-2020, Ungvár-Budapest: Intermix Kiadó (2021)
- Ha bármit lehetne A KMI 12 program szerzőinek 2022. évi antológiája, Budapest: PKÜ(2022)
- Szégyenpiac, Tollal a békéért az orosz-ukrán háború árnyékában (Az Együtt folyóirat szerzői körének antológiája 2014-2024), Ungvár-Budapest: Intermix Kiadó (2024)
- online покоління збірка творчості молодих авторів Закарпаття (Huszti Vaszil fordításai),Лвів(2012)
- Нек теку речи... (Szabó Palócz Atilla fordítása), Београд (2023)
- A századelő költészete Válogatás az év versei cłmű antológia köteteiből(2002-2017), Magyar Napló Fokusz Egyesület, Budapest (2017)
- Enumeráció válogatás az Előretolt Helyőrség íróakadémia tagjainak alkotásaiból, Budapest: Kárpát-medencei Tehetséggondozó Nonprofit Kft. (2016)